# Рентгеновский пульсар

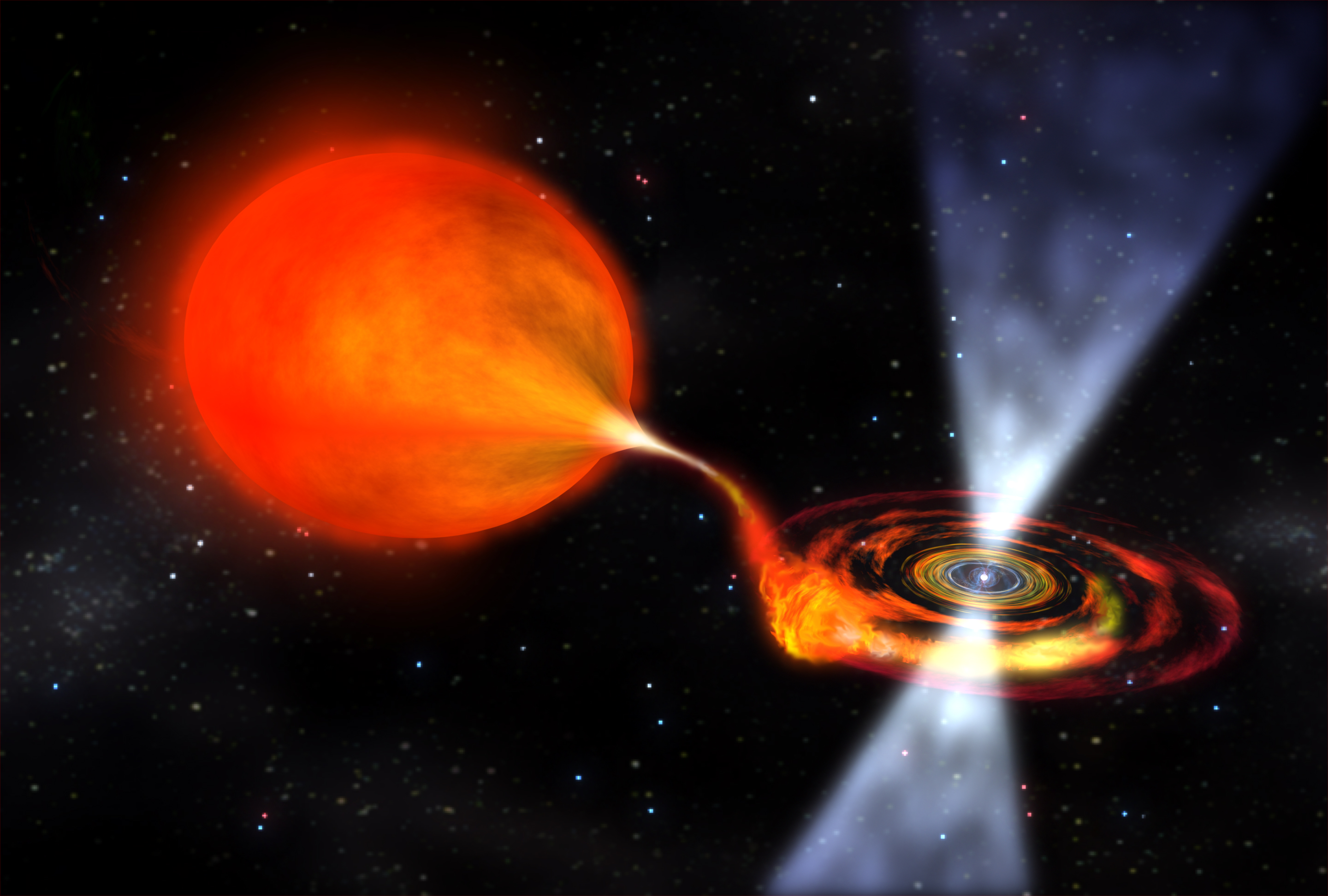
Около 20 км. плотность нейтронной звезды в окружности притягивает вещество звезды-компаньона. Поступающий внутрь материал вызывает рентгеновские вспышки, а также ускоряет вращение звезды.

Рентгеновский пульсар — космический источник переменного рентгеновского излучения, приходящего на Землю в виде периодически повторяющихся импульсов.

## История открытия
Открытие рентгеновских пульсаров как отдельного феномена произошло в 1971 году при помощи данных, полученных первой рентгеновской орбитальной обсерваторией Uhuru. Первый открытый рентгеновский пульсар Центавр X-3 демонстрировал не только регулярные пульсации яркости с периодом около 4,8 секунды, но и регулярное изменение этого периода. Дальнейшие исследования показали, что изменение периода пульсаций в этой системе связано с эффектом Доплера при движении источника пульсаций по орбите в двойной системе. Интересно отметить, что источник GX 1+4, открытый в эксперименте на стратостате, проведенном в октябре 1970 года (статья об этих измерениях подана в печать уже после опубликования результата по источнику Cen X-3 группой, работающей с данными обсерватории Uhuru), и у которого были обнаружены регулярные изменения яркости с периодом около 2.3 минут, также оказался пульсаром. Однако ограниченность данных стратостатного эксперимента не позволяла сделать надежные утверждения о строгой регулярности изменения яркости этого источника, поэтому нельзя считать этот источник первым открытым рентгеновским пульсаром.
Формально впервые излучение замагниченной вращающейся нейтронной звезды (то есть пульсара) в Крабовидной туманности было обнаружено ещё в 1963 году, то есть ещё до открытия нейтронных звезд в 1967 году Э. Хьюишем и Дж. Белл. Однако очень малый период вращения нейтронной звезды в Крабовидной туманности (около 33 мсек) не позволял обнаружить пульсации рентгеновского излучения на этой частоте до 1969 года.

## Физическая природа рентгеновских пульсаров
Рентгеновские пульсары можно разделить на два больших класса по источнику энергии, питающем рентгеновское излучение: аккрецирующие рентгеновские пульсары и одиночные рентгеновские пульсары. Первые представляют собой двойную систему, одним из компонентов которой является нейтронная звезда, а вторым звезда, либо заполняющая свою полость Роша, в результате чего происходит перетекание материи с обычной звезды на нейтронную, либо звезда-гигант с мощным звездным ветром.
Нейтронные звезды — это звезды с очень малыми размерами (20-30 км в диаметре) и чрезвычайно высокими плотностями, превышающими плотность атомного ядра. Считается, что нейтронные звёзды появляются в результате взрывов сверхновых. При взрыве сверхновой происходит стремительный коллапс ядра нормальной звезды, которое затем и превращается в нейтронную звезду. Во время сжатия в силу закона сохранения момента импульса, а также сохранения магнитного потока происходит резкое увеличение скорости вращения и магнитного поля звезды. Быстрая скорость вращения нейтронной звезды и чрезвычайно высокие магнитные поля (1012—1013 Гс) являются основными условиями возникновения феномена рентгеновского пульсара.
Падающее вещество образует аккреционный диск вокруг нейтронной звезды. Но в непосредственной близости от нейтронной звезды он разрушается: движение плазмы сильно затруднено поперек силовых линий магнитного поля. Вещество больше не может двигаться в плоскости диска, оно движется вдоль линий поля и падает на поверхность нейтронной звезды в области полюсов. В результате образуется так называемая аккреционная колонка, размеры которой много меньше размеров самой звезды. Материя, ударяясь о твердую поверхность нейтронной звезды, сильно разогревается и начинает излучать в рентгене. Пульсации излучения связаны с тем, что из-за быстрого вращения звезды, аккреционная колонка то уходит из вида наблюдателя, то снова появляется.
В плане физической картины близкими родственниками рентгеновских пульсаров являются поляры и промежуточные поляры. Различие между пульсарами и полярами заключается в том, что пульсар — это нейтронная звезда, а поляр — белый карлик. Соответственно у них ниже магнитные поля и скорость вращения.
По мере старения нейтронной звезды её поле ослабевает, и рентгеновский пульсар может стать барстером.
Одиночные рентгеновские пульсары представляют собой нейтронные звезды, чье рентгеновское излучение возникает в результате либо излучения ускоренных заряженных частиц, либо в результате простого остывания их поверхностей.